# Línea 3 (Urbanos de Alcalá de Henares)
La línea 3 de la red de autobuses urbanos de Alcalá de Henares une la plaza de los Cuatro Caños con el barrio de Espartales.

## Características
Esta línea une el barrio de Cuatro Caños con Espartales, pasando por la Ciudad del Aire, el Hospital, la Universidad de Alcalá y Ciudad 10. En 2019, se reordernó parte de su itinerario.
La línea circula exclusivamente por el término municipal de Alcalá de Henares. Como bien se expresa en la numeración interna del CRTM, recibe el número 3005. El primer dígito corresponde a la línea, en este caso la línea 3. Y los últimos tres dígitos corresponden al municipio por el que circula, en este caso 005 corresponde al municipio de Alcalá de Henares.
La línea mantiene los mismos horarios todo el año (exceptuando las vísperas de festivo y festivos de Navidad).
Está operada por la empresa AlcalaBus (Monbus) mediante la concesión administrativa URCM-005 - Urbano de Alcalá de Henares (Urbanos Comunidad de Madrid) del Consorcio Regional de Transportes de Madrid.

## Horarios
| Lunes a viernes laborables |                           |                           |                           |                           |                           |                           |                           |                           |                           |                           |                           |                           |                           |                           |                           |                           |                           |                           |                           |                           |                           |                           |                           |                           |                           |                           |                           |                           |                           |                           |                           |                           |                           |                           |                           |                           |                           |                           |
| Cuatro Caños > Espartales  | Cuatro Caños > Espartales | Cuatro Caños > Espartales | Cuatro Caños > Espartales | Cuatro Caños > Espartales | Cuatro Caños > Espartales | Cuatro Caños > Espartales | Cuatro Caños > Espartales | Cuatro Caños > Espartales | Cuatro Caños > Espartales | Cuatro Caños > Espartales | Cuatro Caños > Espartales | Cuatro Caños > Espartales | Cuatro Caños > Espartales | Cuatro Caños > Espartales | Cuatro Caños > Espartales | Cuatro Caños > Espartales | Cuatro Caños > Espartales | Cuatro Caños > Espartales | Espartales > Cuatro Caños | Espartales > Cuatro Caños | Espartales > Cuatro Caños | Espartales > Cuatro Caños | Espartales > Cuatro Caños | Espartales > Cuatro Caños | Espartales > Cuatro Caños | Espartales > Cuatro Caños | Espartales > Cuatro Caños | Espartales > Cuatro Caños | Espartales > Cuatro Caños | Espartales > Cuatro Caños | Espartales > Cuatro Caños | Espartales > Cuatro Caños | Espartales > Cuatro Caños | Espartales > Cuatro Caños | Espartales > Cuatro Caños | Espartales > Cuatro Caños | Espartales > Cuatro Caños | Espartales > Cuatro Caños |
| 06                         | 07                        | 08                        | 09                        | 10                        | 11                        | 12                        | 13                        | 14                        | 15                        | 16                        | 17                        | 18                        | 19                        | 20                        | 21                        | 22                        | 23                        | 00                        | 05                        | 06                        | 07                        | 08                        | 09                        | 10                        | 11                        | 12                        | 13                        | 14                        | 15                        | 16                        | 17                        | 18                        | 19                        | 20                        | 21                        | 22                        | 23                        | 00                        |
| 30                         | 00 30                     | 00 30                     | 00 30                     | 00 30                     | 00 30                     | 00 30                     | 00 30                     | 00 30                     | 00 30                     | 00 30                     | 00 30                     | 00 30                     | 00 30                     | 00 30                     | 00 30                     | 00 30                     | 00 30                     | 00                        | 45                        | 15 30                     | 00 30                     | 00 30                     | 00 30                     | 00 30                     | 00 30                     | 00 30                     | 00 30                     | 00 30                     | 00 30                     | 00 30                     | 00 30                     | 00 30                     | 00 30                     | 00 30                     | 00 30                     | 00 30                     | 00 30                     | 00                        |
| Sábados laborables         |                           |                           |                           |                           |                           |                           |                           |                           |                           |                           |                           |                           |                           |                           |                           |                           |                           |                           |                           |                           |                           |                           |                           |                           |                           |                           |                           |                           |                           |                           |                           |                           |                           |                           |                           |                           |                           |                           |
| Cuatro Caños > Espartales  | Cuatro Caños > Espartales | Cuatro Caños > Espartales | Cuatro Caños > Espartales | Cuatro Caños > Espartales | Cuatro Caños > Espartales | Cuatro Caños > Espartales | Cuatro Caños > Espartales | Cuatro Caños > Espartales | Cuatro Caños > Espartales | Cuatro Caños > Espartales | Cuatro Caños > Espartales | Cuatro Caños > Espartales | Cuatro Caños > Espartales | Cuatro Caños > Espartales | Cuatro Caños > Espartales | Cuatro Caños > Espartales | Cuatro Caños > Espartales | Cuatro Caños > Espartales | Espartales > Cuatro Caños | Espartales > Cuatro Caños | Espartales > Cuatro Caños | Espartales > Cuatro Caños | Espartales > Cuatro Caños | Espartales > Cuatro Caños | Espartales > Cuatro Caños | Espartales > Cuatro Caños | Espartales > Cuatro Caños | Espartales > Cuatro Caños | Espartales > Cuatro Caños | Espartales > Cuatro Caños | Espartales > Cuatro Caños | Espartales > Cuatro Caños | Espartales > Cuatro Caños | Espartales > Cuatro Caños | Espartales > Cuatro Caños | Espartales > Cuatro Caños | Espartales > Cuatro Caños | Espartales > Cuatro Caños |
| 06                         | 07                        | 08                        | 09                        | 10                        | 11                        | 12                        | 13                        | 14                        | 15                        | 16                        | 17                        | 18                        | 19                        | 20                        | 21                        | 22                        | 23                        | 00                        | 05                        | 06                        | 07                        | 08                        | 09                        | 10                        | 11                        | 12                        | 13                        | 14                        | 15                        | 16                        | 17                        | 18                        | 19                        | 20                        | 21                        | 22                        | 23                        | 00                        |
|                            | 00 30                     | 00 30                     | 00 30                     | 00 30                     | 00 30                     | 00 30                     | 00 30                     | 00 30                     | 00 30                     | 00 30                     | 00 30                     | 00 30                     | 00 30                     | 00 30                     | 00 30                     | 00 30                     | 00 30                     | 00                        |                           |                           | 00 30                     | 00 30                     | 00 30                     | 00 30                     | 00 30                     | 00 30                     | 00 30                     | 00 30                     | 00 30                     | 00 30                     | 00 30                     | 00 30                     | 00 30                     | 00 30                     | 00 30                     | 00 30                     | 00 30                     | 00                        |
| Domingos y festivos        |                           |                           |                           |                           |                           |                           |                           |                           |                           |                           |                           |                           |                           |                           |                           |                           |                           |                           |                           |                           |                           |                           |                           |                           |                           |                           |                           |                           |                           |                           |                           |                           |                           |                           |                           |                           |                           |                           |
| Cuatro Caños > Espartales  | Cuatro Caños > Espartales | Cuatro Caños > Espartales | Cuatro Caños > Espartales | Cuatro Caños > Espartales | Cuatro Caños > Espartales | Cuatro Caños > Espartales | Cuatro Caños > Espartales | Cuatro Caños > Espartales | Cuatro Caños > Espartales | Cuatro Caños > Espartales | Cuatro Caños > Espartales | Cuatro Caños > Espartales | Cuatro Caños > Espartales | Cuatro Caños > Espartales | Cuatro Caños > Espartales | Cuatro Caños > Espartales | Cuatro Caños > Espartales | Cuatro Caños > Espartales | Espartales > Cuatro Caños | Espartales > Cuatro Caños | Espartales > Cuatro Caños | Espartales > Cuatro Caños | Espartales > Cuatro Caños | Espartales > Cuatro Caños | Espartales > Cuatro Caños | Espartales > Cuatro Caños | Espartales > Cuatro Caños | Espartales > Cuatro Caños | Espartales > Cuatro Caños | Espartales > Cuatro Caños | Espartales > Cuatro Caños | Espartales > Cuatro Caños | Espartales > Cuatro Caños | Espartales > Cuatro Caños | Espartales > Cuatro Caños | Espartales > Cuatro Caños | Espartales > Cuatro Caños | Espartales > Cuatro Caños |
| 06                         | 07                        | 08                        | 09                        | 10                        | 11                        | 12                        | 13                        | 14                        | 15                        | 16                        | 17                        | 18                        | 19                        | 20                        | 21                        | 22                        | 23                        | 00                        | 05                        | 06                        | 07                        | 08                        | 09                        | 10                        | 11                        | 12                        | 13                        | 14                        | 15                        | 16                        | 17                        | 18                        | 19                        | 20                        | 21                        | 22                        | 23                        | 00                        |
|                            | 30                        | 00 30                     | 00 30                     | 00 30                     | 00 30                     | 00 30                     | 00 30                     | 00 30                     | 00 30                     | 00 30                     | 00 30                     | 00 30                     | 00 30                     | 00 30                     | 00 30                     | 00 30                     | 00                        |                           |                           |                           | 30                        | 00 30                     | 00 30                     | 00 30                     | 00 30                     | 00 30                     | 00 30                     | 00 30                     | 00 30                     | 00 30                     | 00 30                     | 00 30                     | 00 30                     | 00 30                     | 00 30                     | 00 30                     | 00                        |                           |

## Recorrido y paradas

### Sentido Espartales
| Código | Zona | Localidad         | Denominación                                                     | Ubicación                               | Líneas de la parada |
| ------ | ---- | ----------------- | ---------------------------------------------------------------- | --------------------------------------- | ------------------- |
| 09340  |      | Alcalá de Henares | Avenida de Guadalajara - Plaza de los Cuatro Caños               | Avenida de Guadalajara Nº1              | 3                   |
| 07041  |      | Alcalá de Henares | Avenida de la Caballería Española - Arias Montano                | Avenida de la Caballería Española Nº12  | 3 5 6 7 10          |
| 07043  |      | Alcalá de Henares | Calle de Pedro Sarmiento de Gamboa - Calle Lope de Rueda         | Calle de Pedro Sarmiento de Gamboa Nº11 | 232 250 2 3         |
| 07047  |      | Alcalá de Henares | Avenida de Meco - Calle de la Aviación Española                  | Avenida de Meco Nº2                     | 2 3                 |
| 07049  |      | Alcalá de Henares | Avenida de Meco - Pabellón Deportivo                             | Avenida de Meco Nº6                     | 250 2 3             |
| 18577  |      | Alcalá de Henares | Avenida de Meco - Glorieta del Presidente Lázaro Cárdenas        | Avenida de Meco Nº8                     | 1B 2 3              |
| 07061  |      | Alcalá de Henares | Avenida de Meco - Residencia Hogar                               | Avenida de Meco Nº14                    | 1B 2 3              |
| 07063  |      | Alcalá de Henares | Avenida de Meco - Centro Deportivo Militar                       | Rotonda Brigada Paracaidista Nº1        | 250 824 N202 1B 2 3 |
| 07067  |      | Alcalá de Henares | Calle de Barberán y Collar - Centro Comercial                    | Calle de Barberán y Collar Nº2          | 3                   |
| 07410  |      | Alcalá de Henares | Calle de Barberán y Collar - Colegio                             | Calle de Barberán y Collar Nº30         | 3                   |
| 11753  |      | Alcalá de Henares | Calle de la Virgen de Loreto Nº1                                 | Calle de la Virgen de Loreto Nº1        | 3                   |
| 11364  |      | Alcalá de Henares | Universidad de Alcalá - Ciudad Residencial                       | Calle de Severo Ochoa S/Nº              | 1B 2 3              |
| 19152  |      | Alcalá de Henares | Hospital - Residencias Universitarias                            | Carretera de Meco km. 0,6               | 250 N202 1B 3       |
| 12900  |      | Alcalá de Henares | Calle de Juan Ramón Jiménez - Calle del Ocho de Marzo            | Calle de Juan Ramón Jiménez Nº21        | 3                   |
| 12899  |      | Alcalá de Henares | Calle de Juan Ramón Jiménez - Calle de José Ortega y Gasset      | Calle de Juan Ramón Jiménez S/Nº        | 3                   |
| 20561  |      | Alcalá de Henares | Calle de José Ortega y Gasset - Ciudad 10                        | Calle de José Ortega y Gasset S/Nº      | 3                   |
| 20562  |      | Alcalá de Henares | Avenida de los Jesuitas - Residencia de Mayores                  | Calle de Alfonso VII S/Nº               | 3 7 10              |
| 11744  |      | Alcalá de Henares | Avenida de Gustavo Adolfo Bécquer - Calle de Pío Baroja          | Avenida de Gustavo Adolfo Bécquer Nº1   | 227 3               |
| 12565  |      | Alcalá de Henares | Plaza del Conde de Barcelona - Avenida de Gustavo Adolfo Bécquer | Plaza del Conde de Barcelona S/Nº       | 3                   |

### Sentido Cuatro Caños
| Código | Zona | Localidad         | Denominación                                                     | Ubicación                              | Líneas de la parada |
| ------ | ---- | ----------------- | ---------------------------------------------------------------- | -------------------------------------- | ------------------- |
| 12565  |      | Alcalá de Henares | Plaza del Conde de Barcelona - Avenida de Gustavo Adolfo Bécquer | Plaza del Conde de Barcelona S/Nº      | 3                   |
| 20410  |      | Alcalá de Henares | Avenida de Gustavo Adolfo Bécquer - Calle de Pío Baroja          | Avenida de Gustavo Adolfo Bécquer Nº1  | 227 3               |
| 12896  |      | Alcalá de Henares | Avenida de los Jesuitas - Residencia de Mayores                  | Calle de Alfonso VII S/Nº              | 3 7 10              |
| 12897  |      | Alcalá de Henares | Calle de José Ortega y Gasset - Ciudad 10                        | Calle de José Ortega y Gasset S/Nº     | 3                   |
| 12898  |      | Alcalá de Henares | Calle de José Ortega y Gasset - Calle de Juan Ramón Jiménez      | Calle de José Ortega y Gasset Nº3      | 3                   |
| 19151  |      | Alcalá de Henares | Hospital - Residencias Universitarias                            | Carretera de Meco km. 0,6              | 250 N202 1A 3       |
| 11357  |      | Alcalá de Henares | Universidad de Alcalá - Ciudad Residencial                       | Calle de Severo Ochoa S/Nº             | 1A 2 3              |
| 07067  |      | Alcalá de Henares | Calle de Barberán y Collar - Centro Comercial                    | Calle de Barberán y Collar Nº2         | 3                   |
| 07410  |      | Alcalá de Henares | Calle de Barberán y Collar - Colegio                             | Calle de Barberán y Collar Nº30        | 3                   |
| 11753  |      | Alcalá de Henares | Calle de la Virgen de Loreto Nº1                                 | Calle de la Virgen de Loreto Nº1       | 3                   |
| 07066  |      | Alcalá de Henares | Calle de Severo Ochoa - Calle Barberán y Collar                  | Calle de Severo Ochoa S/Nº             | 250 N202 1A 2 3     |
| 07064  |      | Alcalá de Henares | Avenida de Meco - Club Hípico                                    | Avenida de Meco Nº16                   | 232 824 1A 2 3      |
| 07062  |      | Alcalá de Henares | Avenida de Meco - Residencia Hogar                               | Avenida de Meco S/Nº                   | 1A 2 3              |
| 18578  |      | Alcalá de Henares | Avenida de Meco - Glorieta del Presidente Lázaro Cárdenas        | Avenida de Meco Nº9                    | 1A 2 3              |
| 07048  |      | Alcalá de Henares | Avenida de Meco - Pabellón Deportivo                             | Avenida de Meco Nº7                    | 250 2 3             |
| 07046  |      | Alcalá de Henares | Avenida de Meco - Calle de la Aviación Española                  | Avenida de Meco Nº3                    | 2 3                 |
| 07042  |      | Alcalá de Henares | Calle de Pedro Sarmiento de Gamboa - Calle Lope de Rueda         | Calle de Pedro Sarmiento de Gamboa Nº7 | 232 250 2 3         |
| 07040  |      | Alcalá de Henares | Avenida de la Caballería Española - Arias Montano                | Avenida de la Caballería Española Nº11 | 3 5 7 10            |
| 09340  |      | Alcalá de Henares | Avenida de Guadalajara - Plaza de los Cuatro Caños               | Avenida de Guadalajara Nº1             | 3                   |

### Ruta Espartales - Est. Alcalá
| Código | Zona | Localidad         | Denominación                                                        | Ubicación                              | Líneas de la parada | Cercanías         |
| ------ | ---- | ----------------- | ------------------------------------------------------------------- | -------------------------------------- | ------------------- | ----------------- |
| 12565  |      | Alcalá de Henares | Plaza del Conde de Barcelona - Avenida de Gustavo Adolfo Bécquer    | Plaza del Conde de Barcelona S/Nº      | 3                   |                   |
| 12259  |      | Alcalá de Henares | Avenida de Benito Pérez Galdós - Plaza de Alfonso XII               | Avenida de Benito Pérez Galdós Nº3     | 227 255 1B 3 10     |                   |
| 20537  |      | Alcalá de Henares | Avenida de Benito Pérez Galdós - Calle de José Martínez Ruiz Azorín | Avenida de Benito Pérez Galdós Nº2     | 255 1A 3 10         |                   |
| 12357  |      | Alcalá de Henares | Avenida de Benito Pérez Galdós - Calle Leopoldo Alas, Clarín        | Avenida de Benito Pérez Galdós Nº15    | 227 255 1A 3 10     |                   |
| 20410  |      | Alcalá de Henares | Avenida de Gustavo Adolfo Bécquer - Calle de Pío Baroja             | Avenida de Gustavo Adolfo Bécquer Nº1  | 227 3               |                   |
| 11750  |      | Alcalá de Henares | Calle de Villamalea - Residencia de Mayores                         | Calle de Villamalea Nº1                | 227 1A 3            |                   |
| 20535  |      | Alcalá de Henares | Calle de Villamalea - Calle de Juan Ramón Jiménez                   | Calle de Villamalea Nº1                | 227 1A 3            |                   |
| 07064  |      | Alcalá de Henares | Avenida de Meco - Club Hípico                                       | Avenida de Meco Nº16                   | 232 824 1A 2 3      |                   |
| 07062  |      | Alcalá de Henares | Avenida de Meco - Residencia Hogar                                  | Avenida de Meco S/Nº                   | 1A 2 3              |                   |
| 18578  |      | Alcalá de Henares | Avenida de Meco - Glorieta del Presidente Lázaro Cárdenas           | Avenida de Meco Nº9                    | 1A 2 3              |                   |
| 07048  |      | Alcalá de Henares | Avenida de Meco - Pabellón Deportivo                                | Avenida de Meco Nº7                    | 250 2 3             |                   |
| 07046  |      | Alcalá de Henares | Avenida de Meco - Calle de la Aviación Española                     | Avenida de Meco Nº3                    | 2 3                 |                   |
| 07042  |      | Alcalá de Henares | Calle de Pedro Sarmiento de Gamboa - Calle Lope de Rueda            | Calle de Pedro Sarmiento de Gamboa Nº7 | 232 250 2 3         |                   |
| 12244  |      | Alcalá de Henares | Calle de Isabel de Guzmán - Calle de Ferraz                         | Calle de Isabel de Guzmán S/Nº         | 3 9 10              | Alcalá de Henares |